# Jeca Tatu (filme)
Jeca Tatu é um filme de cómedia brasileiro de 1959, escrito e dirigido por Milton Amaral e estrelado por Mazzaropi. O roteiro é baseado no personagem Jeca Tatu, de Monteiro Lobato, mais especificamente na obra propagandística Jéca Tatuzinho cujos direitos pertencentes na época ao Instituto de Medicamentos Fontoura S/A, foram cedidos para o filme.
São apresentados os seguintes números musicais: Ave Maria, de Vicente Paiva e J. Redondo, cantada por Lana Bittencourt; Tempo para amar, de Fred Jorge e Mário Genari Filho, com os irmãos Tony Campello e Cely Campello; Estrada do Sol, de Antonio Carlos Jobim e Dolores Duran, com Agnaldo Rayol; Fogo no rancho, de Elpídio dos Santos e Anacleto Rosa; Pra mim o azar é festa, de João Izidoro Pereira e Ado Benatti, ambos cantados por Mazzaropi.

## Produção
As filmagens ocorreram em Pindamonhangaba, na fazenda Sapucaia e Coruputuba, cedidas pelo Dr. Cicero da Silva Prado.

## Enredo
Jeca é um caipira preguiçoso e simplório que vive num sítio, numa zona rural do interior de São Paulo, com sua mulher, filha adolescente e dois meninos pequenos. Devendo no armazém da cidade, ele aceita dar pedaços de sua terra para pagar as dívidas. Não sabe que o dono repassa as terras para o vizinho, agricultor ambicioso e proprietário de uma grande área, o italiano Giovanni, que deseja expulsar Jeca dali e impedir o namoro do filho dele (Marcos) com a filha do matuto (Marina). Vaca Brava, um valentão, também quer se casar com Marina e ao ser expulso por Jeca, inicia um plano para acirrar a rixa da família do matuto com a do italiano. Primeiro, Vaca Brava rouba ovos e uma galinha do italiano e coloca tudo na casa de Jeca. Por mais que Jeca e sua família neguem, ele vai preso. Depois de 8 dias na cadeia ele é liberado quando Marcos paga a fiança. O delegado aconselha o Jeca a não fazer nada errado para não voltar para a cadeia mas o matuto, em sua simplicidade, ameaça de morte o italiano.
Na segunda tentativa, Vaca Brava rouba um chapéu de Jeca e desacorda Marcos. E deixa o chapéu lá. Quando o italiano viu o chapéu não tinha dúvidas de que Jeca bateu no seu filho. E então pega um lampião e incendeia a casa simples de sapé do caipira. Jeca, muito preguiçoso quase que fica preso. Quando a mulher avisa do incêndio ele preguiçosamente pergunta "É fogo grande ou pequeno?". Com isso, o casebre é totalmente consumido pelas chamas, uma cena hilária e triste ao mesmo tempo. A família escapa sem se machucar. O italiano fala que foi o responsável devido ao acontecido com Marcos. Jeca faz um discurso dizendo que é um ato desumano queimar um teto que uma família demora a vida toda para construir. No dia seguinte Jeca com sua família pega a estrada em seu carro de boi. A população da cidade o para no caminho e ele diz que vai embora para Brasília, ajudar na construção da nova capital brasileira. As pessoas dizem para que ele fique e que vão ajudá-lo.
Com o auxílio dos amigos, Jeca vai para São Paulo procurar o Doutor Felisberto, rico candidato a deputado, com uma lista de 2.000 votos para ele, caso lhe conceda ajuda. Totalmente bestificado com a cidade grande, o caipira chega à casa do deputado que realizava uma festa na piscina com muitos convidados. Seu jeito de matuto chama a atenção de várias mulheres de maiô que o cercam e ele foge delas subindo em uma árvore. Depois tentam jogá-lo na piscina mas o deputado aparece e interrompe a farra e aceita dar-lhe ajuda em troca dos votos.
Vaca Brava provoca novo incêndio, desta vez no paiol do italiano, mas Marcos o vê e o confronta no bar. Com a ajuda de Jeca, Vaca Brava é detido e confessa todos os crimes, acabando preso.
O candidato usa Jeca como homem-chefe de sua campanha e consegue se eleger. Ele constrói um casarão imenso e Jeca vira coronel da cidade.

## Elenco
- Mazzaropi: Jeca Tatu
- Geny Prado: Jerônima
- Roberto Duval: Vaca Brava
- Nicolau Guzzardi: Seu Giovani[4]
- Marlene França: Marina[5]
- Francisco di Franco (Francisco de Souza): Marcos
- Nena Viana: Dona Baratinha
- Miriam Rony: Tina, esposa de Giovani
- Pirolito: Dr. Felisberto, o deputado
- Marlene Rocha: Mulher do Deputado
- Marthus Mathias: Delegado
- Hamilton Saraiva - Bento , o dono do armazém
- José Soares - Peão de Giovanni
- Hernani Almeida - Peão de Giovanni
- Homero Souza Campos - Chofér que leva Jeca até o deputado
- Eliana Wardi
- Marilu
- Galampito
- Augusto César Ribeiro - Peão de Giovanni
- Argeu Ferrari - Politico
- Cláudio Barbosa
- Humberto Barbosa - filho do Jeca
- Newton Jaime S. Amadei - filho do Jeca